# Dicranota claripennis
Dicranota (Ludicia) claripennis là một loài ruồi trong họ Pediciidae. Chúng phân bố ở vùng sinh thái Palearctic.